# Hartvig Jacobsen
Jens Hartvig Jakobsen (født 1892 i Ålborg, død 1952 i København) var dansk jurist, og hans forfatterskab er af juridisk art. Hartvig Jacobsen havde en stor interesse for forfatteres og udøvende kunstneres faglige, organisationsmæssige og retslige forhold.
Han blev først juridisk konsulent for Dansk Forfatterforening og sidenhen formand.